# Abraham B. Gardner
Abraham Brookins Gardner (* 2. September 1819 in Pownal, Vermont; † 28. November 1881 in Bennington, Vermont) war ein US-amerikanischer Anwalt und Politiker, der von 1865 bis 1867 Vizegouverneur von Vermont war.

## Leben
Abraham Gardner wurde in Pownal, Vermont geboren.  Als Mitglied von Phi Beta Kappas Bruderschaft Delta Upsilon schloss er 1842 das Union College ab. Danach studierte er Rechtswissenschaften und wurde Anwalt und Geschäftsmann in Bennington, Vermont. Gardner war Präsident der Eagle Square Manufacturing Company und der Rutland Railway.
Als Mitglied der Vermonter Republikanischen Partei war er von 1848 bis 1857 Staatsanwalt im Nachlassgericht von Bennington County und von 1859 bis 1860 Kommissar für das Bankwesen in der Regierung von Vermont.
Im Repräsentantenhaus von Vermont war er von 1860 bis 1865 Abgeordneter und Sprecher des Hauses von 1863 bis 1865. Vizegouverneur von Vermont war er von 1865 bis 1867 und Mitglied im Republican National Committee.
Senator im Senat von Vermont war Gardner von 1870 bis 1872. 1872 kandidierte er erfolglos für das Amt des Gouverneurs von Vermont und war der gemeinsame Kandidat der Vermonter Democratic Party und der Liberal Republican Party. Als Helfer für Horace Greeley war er bei der Präsidentschaftswahl in den Vereinigten Staaten 1872 tätig. In den späten 1870er Jahren war er Mitglied der Bennington Battle Monument Commission.
Gardner starb in Bennington am 28. November 1881.  Sein Grab befindet sich auf dem Old Bennington Cemetery.

## Sonstiges
In Aufzeichnungen erscheint sein Vorname manchmal als Abram und sein zweiter Vorname wird manchmal als Brooks oder Brookings geschrieben. Mehrere Verwandte teilten diesen Namen, darunter einer (* 6. Januar 1858; † 2. Januar 1914), der ebenfalls Mitglied des Repräsentantenhauses von Vermont war.